# Catedral de la Asunción de Nuestra Señora al Cielo (Benevento)
La Catedral de la Asunción de Nuestra Señora al Cielo o simplemente Catedral de Benevento (en italiano: Cattedrale di Maria SS. Assunta in Cielo) Es un edificio religioso en Benevento, al sur de Italia. La iglesia data de la fundación lombarda del ducado de Benevento, a finales del siglo VIII, pero después de su destrucción durante los bombardeos aliados en el curso de la Segunda Guerra Mundial, fue reconstruida en gran parte en los años sesenta.
La Catedral se encuentra en el sitio de la primera iglesia cristiana en Benevento, donde una vez estuvo la capital romana. En general, la fundación data de principios del siglo VII, aunque más tarde, bajo el duque Arechis II, fue ampliada en el siglo VIII en el edificio que es la cripta actual. Alrededor de 830 el príncipe lombardo Sico I de Benevento amplió la primitiva iglesia más naves y colocó columnas de estilo clásico que caracterizaron a la catedral hasta su destrucción en 1943.

## Véase también

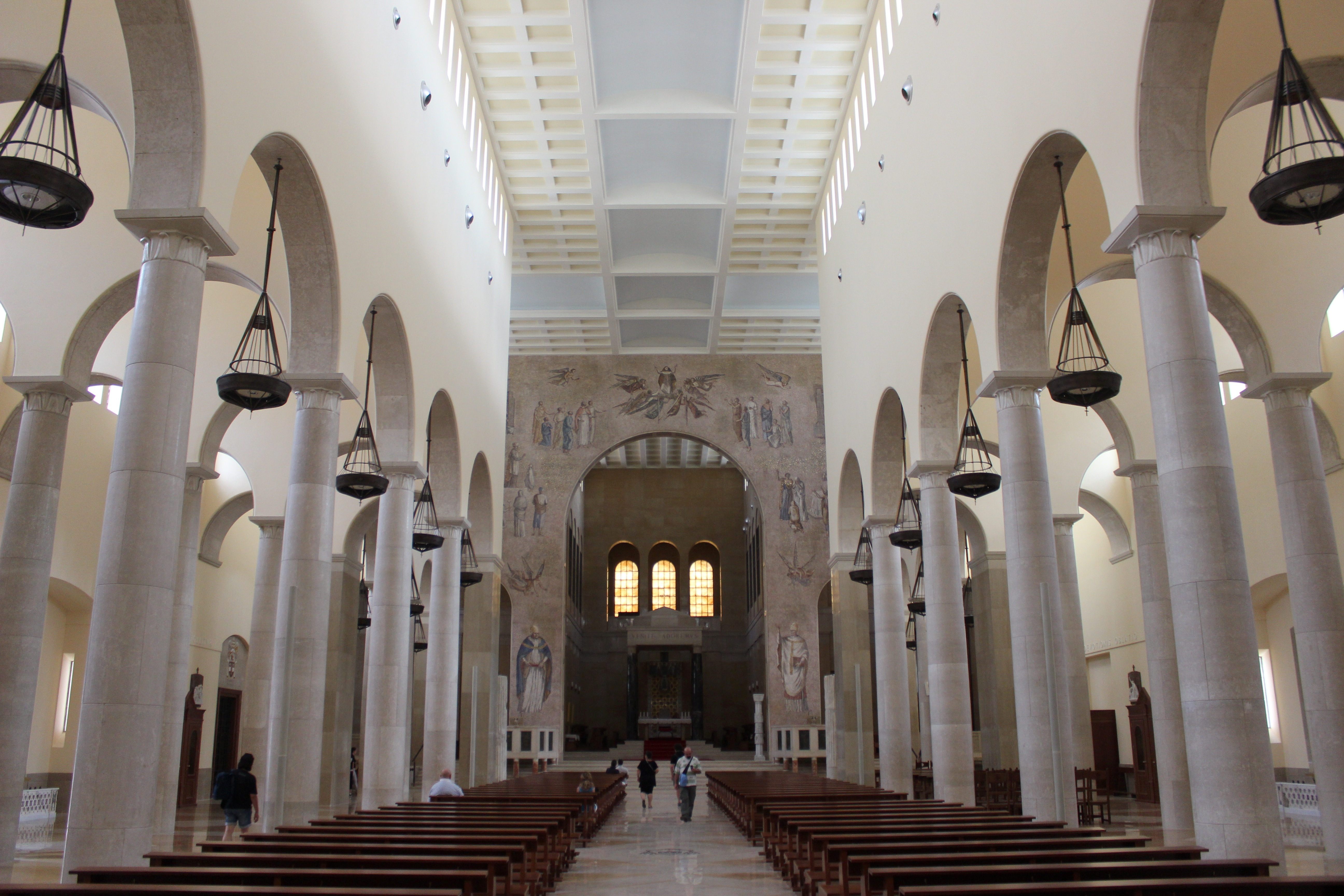
Vista interna